# SeaCity Museum
Le SeaCity Museum est un musée situé à Southampton, en Angleterre, qui a ouvert le 10 avril 2012 afin de célébrer le centenaire du départ de la ville du RMS Titanic. Les locaux du musée se trouvent en partie dans le monument classé du Southampton Civic Centre (en) qui abritait auparavant la cour des magistrats d'Angleterre et du Pays de Galles et le poste de police. Le musée abrite deux expositions permanentes, l'une consacrée au lien entre Southampton et le RMS Titanic et l'autre au rôle de la ville en tant que porte ouverte sur le monde. Un pavillon construit sur mesure abrite un troisième espace destiné aux expositions temporaires dans le prolongement du Southampton Civic Centre. D'autres phases de développement sont prévues pour élargir l'espace destiné aux expositions.
Le musée a été conçu par Wilkinson Eyre et l'entreprise Kier s’est chargée de la maîtrise d'ouvrage. Le budget pour le musée était de 15 millions £ (un peu plus de 20 millions €), dont 5 millions (environ 7 millions €) provenant du Heritage Lottery Fund (en). Le reste a été apporté par le Southampton City Council et le Southampton Cultural Development Trust. Le Southampton City Council avait prévu de vendre des œuvres venant de la collection d'art municipal afin de financer le musée mais a finalement abandonné le projet après avoir rencontré une opposition importante à la fois à l'intérieur et à l'extérieur de la ville.

## Contexte historique
Des plans concernant la création d'un centre du patrimoine à Southampton ont commencé à voir le jour en 2002 à la suite de la création d'un groupe de travail sur le patrimoine par le Southampton City Council afin d'explorer différentes options et de définir la marche à suivre pour un tel projet. En 2004, les lieux suivants ont été  présélectionnés en tant que sites potentiels pour accueillir le centre du patrimoine de "l'histoire de Southampton" comme il était appelé à l'époque :
- Lower High Street 50° 53′ 51″ N, 1° 24′ 16″ O
- Le Mayflower Park 50° 53′ 52″ N, 1° 24′ 32″ O
- Le Berth 101 dans le port de Southampton 50° 54′ 01″ N, 1° 24′ 53″ O
- L'ancien chantier naval de Vorper Thornycroft, situé à Woolston50° 53′ 44″ N, 1° 22′ 58″ O

Tous les lieux présélectionnés ont été jugés trop coûteux et impraticables. À la suite de ces développements, la police de Southampton a dévoilé en 2006 son intention de quitter son quartier général du Southampton Civic Centre en raison d'un manque d'espace. Le Southampton Civic Centre est donc devenu candidat pour accueillir le centre du patrimoine et dès 2007, était considéré comme le favori,.
En 2008, des plans ont été dévoilés pour le centre du patrimoine du Civic Centre. Les plans originaux comprenaient une extension de trois étages au bâtiment et un point d'eau prenant sa source dans le Watts Park à proximité, deux idées qui ont été abandonnées pour réduire les coûts de 10 millions £ (environ 14 millions €) à 28 millions £ (environ 39 millions €),. Le projet a été divisé en deux phases. Dans la première phase, l'attention devait être portée au lien entre Southampton et le Titanic et c'est ainsi que le nom de Sea City Museum a été adopté. Le budget de la première phase s'élevait à 15 millions £ et le projet devait être complété d'ici 2012.

## Financement
Le Southampton City Council a demandé un financement de la part du Heritage Lottery Fund (en) pour le musée; il a reçu 0,5 million £ (environ 700 000 €) en 2009 pour la phase de développement et 4,6 millions £ (environ 6 millions €) supplémentaires en 2010 pour la construction,,.
Afin de récolter les 15 millions £ restants, le Southampton City Council a proposé en 2009 de vendre des œuvres de sa collection d'art municipale. Le conseil avait sélectionné deux œuvres à vendre, une peinture à l'huile d'Alfred Munnings, intitulée "After the Race" [Après la course] (1937) et un bronze d'Auguste Rodin : soit Ève (1880), soit  La femme accroupie (1882). Le conseil pensait que ces œuvres n'étaient pas essentielles au but premier de la galerie, qui consistait à se concentrer sur l'art britannique moderne et contemporain des XXe et XXIe siècles. En raison de contraintes d'espace, la galerie d'art de Southampton ne peut exposer que 200 des 3 500 œuvres de sa collection à la fois; le conseil pensait que la vente des deux œuvres permettrait de créer un espace dans le nouveau musée pour l'exposition de 100 œuvres supplémentaires de la collection. Le conseil avait l'espoir que la vente générerait 5 millions £ pour le musée.
La proposition de vente des œuvres était soutenue par le  Daily Echo, le journal local qui avait fait campagne pendant trois ans pour l'aliénation des œuvres de la collection municipale si "saturée". Cependant, il existait des voix dissidentes au sein de la ville, malgré Alec Samuels, dirigeant Conservateur du conseil à l'époque, qui affirmait que "nous n'aurions pas de centre du patrimoine si nous ne vendions pas quelques peintures."  Des membres du conseil faisant partie de l'opposition (Libéraux-démocrates et Travaillistes) ont décrit cette proposition de vente comme une "trahison de la confiance du public" qui endommagerait la réputation du musée. Alan Whitehead, député de la circonscription voisine Southampton Test a décrit la proposition de vente comme une "idée extrêmement mauvaise", qui découragerait les futurs dons et legs faits à la ville et détruirait la réputation nationale de sa galerie. Les Travaillistes ont proposé d'emprunter des fonds pour remplacer la proposition de vente mais les Conservateurs au pouvoir ont rejeté ce plan en expliquant qu'il mènerait à des coupes budgétaires dans des services de premier plan ou à une augmentation des impôts locaux afin de couvrir les intérêts et les remboursements.
Des opposants ont formé le groupe "Save our Collection" [Sauvez notre collection] pour faire campagne contre la proposition de vente des œuvres ; ils ont manifesté devant le Southampton Civic Centre et ont remis au conseil une pétition signée par plus de 2 500 personnes contre la proposition de vente. Cependant, le conseil a voté en faveur de la vente et en septembre 2009, des démarches officielles ont été engagées auprès de la Baronness Scotland of Ashtal, puis auprès du procureur général afin qu'ils approuvent la vente. Les critiques sont venues d'encore plus loin quand la Museums Association a indiqué que la proposition de vente serait une violation du code de déontologie de l'association étant donné que le Southampton City Council n'avait pas pleinement exploré d'autres alternatives de financement. Les œuvres d'Alfred Munnings font en effet partie du legs Chipperfield à la ville pour lequel la Tate a joué un rôle consultatif. Les membres de la Museums Association ont rejoint les critiques en expliquant que "la vente d'œuvres acquises grâce au legs Chipperfield afin de récolter des fonds pour un projet d'investissement n'était pas recommandée et n'était, en effet, pas dans l'esprit du legs.",  Le Art Fund, qui avait précédemment apporté une partie du financement pour acquérir le Red Movement [Le Mouvement rouge] (2005) de Bridget Riley  a exprimé son inquiétude face à la proposition de vente, pensant que celle-ci "créerait un précédent embarrassant pour la ville, en étirant les lignes directrices du secteur et en sanctionnant la façon dont les collections publiques peuvent disposer des œuvres d'art afin de soutenir d'autres domaines culturels du secteur public".
En novembre 2009, en raison de la forte opposition, le Southampton City Council a décidé de suspendre la proposition de vente afin de réévaluer les possibilités de financement. En février 2010, le conseil a annulé la proposition de vente des œuvres. Le conseil a indiqué que des changements sur le marché immobilier avaient permis d'envisager la vente de biens qui étaient auparavant considérés comme non rentables. Le conseil s'est également tourné vers d'autres organisations pour apporter une partie du financement. Il a par exemple entamé des partenariats avec le Hampshire County Council voisin, à travers le prêt d'œuvres. Si ces tentatives avaient échoué, le conseil avait indiqué que les possibles manques à gagner auraient été comblés par des emprunts,.
Une association caritative, le Southampton Cultural Development Trust a été formé en 2010 pour récolter des fonds pour le projet. Le musée a également reçu une subvention du Département de la Culture, des Médias et du Sport et de deux fondations, la Wolfson Foundation et la Garfield Weston Foundation,.
Durant les deux premières années qui ont suivi l'ouverture du musée, les recettes étaient moins importantes que prévu, avec une différence de 468 000 £ (environ 660 000 €), c'est-à-dire de 23%. Le nombre de visiteurs était de 240 000, soit 10 000 personnes de moins que prévu. Le nombre de visiteurs a continué à baisser les années suivantes, suscitant des inquiétudes concernant les financements à venir et la viabilité du musée à long terme.

## Construction

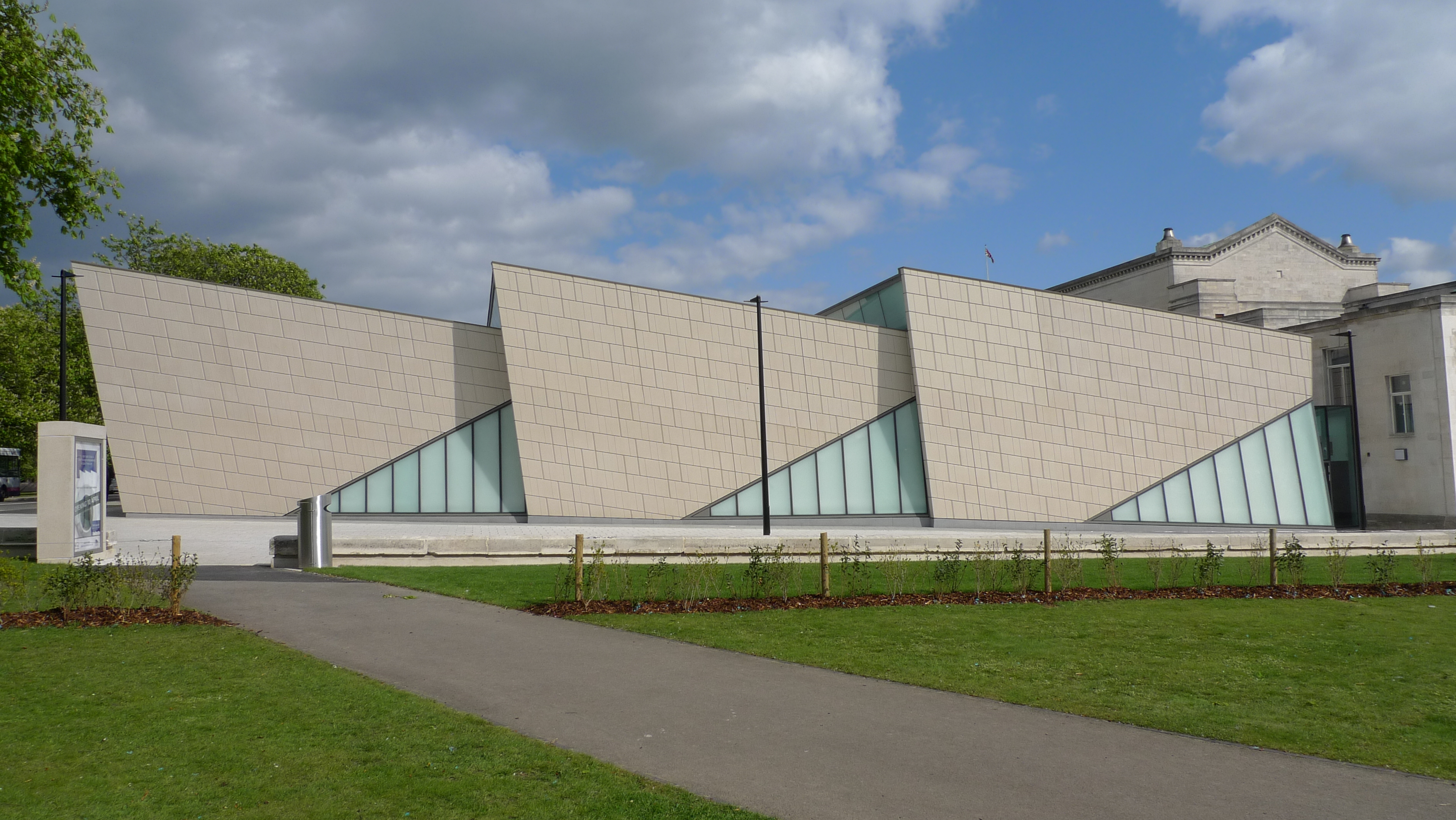
Le pavillon est composé de trois baies enchâssées

Le Southampton City Council a  nommé l'équipe de conception en juillet 2009 et a placé Wilkinson Eyre à la tête du projet. Un an plus tard, l'entreprise  Kier Group a été choisie comme maître d'ouvrage. Malgré quelques réserves concernant l'apparence du nouveau pavillon, l'organisme English Heritage a approuvé les plans et le permis de construire a finalement été accordé en septembre 2010,. Les travaux ont commencé en octobre. Il y a eu quelques obstacles à la construction : les entrepreneurs ont découvert que la charpente du bâtiment original était fortement rouillée et elle a dû être réparée. L'ajout des éléments nécessaires de sécurité pour couvrir les expositions du musée dans un monument classé s'est aussi avéré être un défi. Des traits du bâtiment original ont été préservés dans le design du musée, les anciennes cellules de prison ont été gardées intactes et utilisées comme toilettes et une salle d'audience a été transformée en salle d'exposition.
En août 2011, les entrepreneurs avaient fini le toit du pavillon et un bouquet final a été organisé. Le pavillon a été conçu comme trois baies enchâssées afin d'épouser les formes irrégulières du site sur lequel il se tient et qui s'élève de deux mètres du Sud au Nord. Des granulats ont été utilisés pour l'extérieur du pavillon afin de maintenir une cohérence avec l'extérieur en Pierre de Portland du bâtiment original du Southampton Civic Centre (en). Wilkinson Eyre a décrit le pavillon comme "un ajout architectural audacieux" qui signalait "la présence d'une nouvelle attraction culturelle importante en ville". Oliver Green, rédacteur pour le Museums Journal (en) a décrit la forme du pavillon comme étant l'écho des "proues des paquebots sur l'océan, coupant à travers des vagues art déco". Le musée achevé fournit 2 000 m2 d'espace d'exposition et d'apprentissage. Le musée a ouvert à temps le 10 avril 2012, marquant le centenaire du départ de la ville du RMS Titanic. Le Southampton City Council avait prévu que le musée recevrait plus de 150 000 visiteurs par an mais ces chiffres n'ont été atteints que la première année et les totaux annuels ont baissé systématiquement les années suivantes,,.
Les travaux du SeaCity Museum ont fait l'objet d'une attention positive de la part d'organismes industriels. La Institution of Structural Engineers a sélectionné le travail de conception de Ramboll pour leur Structural Awards de 2012; le Architects' Journal (en) a sélectionné Wilkinson Eyre et les décorateurs d'intérieur 8build pour leur Retrofit Awards de 2012,,.

## Expositions
Il y a trois expositions au SeaCity Museum, qui ont toutes été conçues par Urban Salon. L'ancien bâtiment du poste de police et de la cour des magistrats d'Angleterre et du Pays de Galles abrite deux expositions permanentes.
- Gateway to the World [Une porte ouverte sur le monde] explore l'histoire de Southampton et son rôle en tant que plaque tournante de la migration humaine. Cette exposition comprend une réplique de sept mètres de long du RMS Queen Mary, qui était installée dans l'ancien Southampton Maritime Museum[37],[38]. Le Southampton Maritime Museum et le Southampton Museum of Archaeology (en) ont tous deux fermé définitivement en septembre 2011 pour permettre à leurs expositions d'être relogées au SeaCity Museum et au Tudor House Museum (en)[39],[40],[41].

- Southampton's Titanic Story [L'histoire du Titanic à Southampton] explore la tragédie du Titanic à travers les yeux de son équipage dont la majorité habitait à Southampton. Une salle d'audience préservée utilise des éléments audiovisuels pour rejouer des scènes de la commission d'enquête concernant le naufrage et explorer ses ramifications. Alors qu'ils pénètrent dans l'exposition, les visiteurs peuvent apercevoir la tour de l'horloge du Civic Centre, qui fait approximativement la taille d'une cheminée du Titanic. Ils ont ainsi une idée de l'échelle du navire. L'histoire comprend des enregistrements audio des survivants et présente des éléments interactifs permettant aux visiteurs de prendre le contrôle du navire virtuel et de raviver son moteur[42],[43],[44].

Le pavillon accueille les expositions temporaires. Pour coïncider avec le centenaire du Titanic, la première exposition temporaire s'intitulait Titanic: la légende et explorait la fascination éternelle du public pour ce navire à travers son portrait dans la culture populaire. L'exposition présentait des écrans retransmettant des scènes de films tels que In Nacht und Eis (1912) ou Titanic (1997). La collection de souvenirs concernant le Titanic comprend des ours en peluche du fabricant Steiff, des bières de la brasserie Titanic Brewery, des puzzles et bien d'autres éléments kitsch que le Seacity Museum a trouvé en parcourant Internet,.
Après avoir visité l'exposition Southampton's Titanic Story pour Culture 24 (en), Catherine Roberts a décrit la comparaison entre la hauteur du Civic Centre et la hauteur du Titanic comme inspirée. Elle a fait l'éloge des cartels qui rendent l'histoire digeste à la fois pour les enfants et les adultes. Bien qu'elle ait indiqué que le fait de suivre plusieurs membres de l'équipage au long de l'histoire ne fonctionne pas vraiment, elle a conclu que cette exposition était bien conçue et qu'il "ne peut pas y avoir de meilleur endroit que Southampton pour se souvenir à la fois de ceux qui ont péri et de ceux qui ont survécu au premier et dernier voyage du Titanic."
Oliver Green, journaliste au Museums Journal (en), a accueilli favorablement le nouveau bâtiment, le préférant à la Wool House, l'ancien emplacement du Southampton Maritime Museum, qu'il a décrit comme "totalement inadéquat pour raconter l'histoire du Southampton du XXe siècle."  Oliver Green a fait l'éloge de l'utilisation d'outils multimédia en la qualifiant de "créative mais de contenue" et a mis en avant leur intégration soignée aux collections du musée. Il a terminé sa critique par une note d'espoir, en pensant aux espaces encore libres du bâtiment du Civic Centre qui pourraient permettre au musée de s'agrandir. Il a conclu qu'il "serait vraiment dommage que le projet échoue à ce stade" et que de futures phases d'agrandissement "seraient très certainement bénéfiques pour la ville et son succès futur."